# باری (یکا)
یک باری (نماد:Ba)(به انگلیسی: barye) یکی از واحدهای سانتیمتر-گرم-ثانیه است که در رابطه با فشار به کار می‌رود.
یک باری معادل یک دین بر سانتی‌متر مربع است.